# Paltana
Paltana è un sobborgo del comune italiano di Padova.

## Geografia fisica
Situato a sudovest del centro storico, il quartiere si incunea tra la riva meridionale del Bacchiglione e quella ovest del canale di Battaglia, sua diramazione.
Confina a ovest con Voltabrusegana e a sudovest con Mandria. A est, oltre il canale di Battaglia, si estende il Bassanello.

## Storia
Come suggerisce il toponimo (dal veneto paltàn "pantano"), Paltana era in origine una località paludosa influenzata dalle piene del Bacchiglione. Solo alla fine dell'Ottocento importanti lavori di bonifica rafforzarono le rive del fiume e resero il territorio coltivabile, favorendone il popolamento da parte di famiglie contadine ma anche di borghesi, come ancora dimostra la presenza di ville di stile eclettico.
Nel secondo dopoguerra avvenne una nuova crescita urbanistica del quartiere, che vide tra l'altro la costruzione della chiesa parrocchiale e della piscina olimpionica.

## Monumenti e luoghi d'interesse

### Chiesa parrocchiale
La parrocchia di San Giovanni Bosco è stata istituita nel 1957, ricavandone il territorio dalla preesistente parrocchia di Mandria (porzioni più piccole derivarono da Voltabrusegana e dal Bassanello). Inizialmente la si voleva intitolare allo Spirito Santo, ma l'allora vescovo Girolamo Bortignon, sapendo che i Salesiani desideravano aprire una loro opera a Padova, la affidò a questi dedicandola a don Bosco. La Parrocchia è stata guidata dai Salesiani fino al 29 Agosto 2021, e successivamente è tornata sotto la guida della Diocesi di Padova, che  ha anche acquisito dai Salesiani la proprietà dell'Oratorio (patronato) e delle aree esterne attigue.
La chiesa, invece, venne costruita a partire dal 1956 su un terreno donato da Ester Pasqualigo vedova Baccaglini. Venne benedetta il 31 ottobre 1957, ma i lavori proseguirono sino alla consacrazione dell'8 giugno 1963, ad opera del vescovo Bortignon e alla presenza del rettor maggiore dei Salesiani, Renato Ziggiotti.
Nella controfacciata è esposta una tela del XVI secolo attribuita a Domenico Campagnola che raffigura la Madonna col Bambino e i santi Giovannino, Antonio abate e Caterina d'Alessandria; l'opera proveniva dall'oratorio della Beatissima Vergine di via Armistizio, annesso alla demolita villa Lion. Degni di nota anche una statua in legno del patrono, realizzata da Giacomo Vincenzo Mussner e donata nel 1969 dagli ex allievi del vicino collegio, e il paliotto d'altare a bassorilievo, di Luigi Strazzabosco.
La presenza dei Salesiani nel quartiere Paltana non è terminata, proseguendo l'attività delle altre due opere attive ed inserite nel tessuto connettivo del quartiere e della città: il Collegio Universitario Don Bosco (convitto) ed il Piccolo Teatro (Piccolo Teatro Don Bosco).